# ۱۷۲۷ (میلادی)
این صفحه شامل فهرستی از وقایع مهم در ۱۷۲۷ میلادی است.

## زادگان
- ۱۰ مه – آن روبر ژاک تورگو، اقتصاددان فرانسوی (د. ۱۷۸۱)
- ۱۴ مه – توماس گینزبارو، نقاش بریتانیایی (د. ۱۷۸۸)
- اکتبر – بسته شدن پیمان همدان میان اشرف افغان و امپراتوری عثمانی.

## درگذشت‌ها
- کاترین اول امپراتوریس روسیه.
- ۲۰ مارس آیزاک نیوتن فیزیک‌دان و ریاضی‌دان انگلیسی.